# Šeteniai
 (novembre 2018).
Si vous disposez d'ouvrages ou d'articles de référence ou si vous connaissez des sites web de qualité traitant du thème abordé ici, merci de compléter l'article en donnant les références utiles à sa vérifiabilité et en les liant à la section « Notes et références ».
Šeteniai est un village appartenant au district de Kėdainiai, en Lituanie. Il est situé à 13 kilomètres au nord de Kėdainiai, sur la rive gauche de la rivière Nevėžis.
Le 12 juin 1999, dans l'ancienne grange du manoir où est né Czesław Miłosz, a été inauguré un centre culturel Czesław Miłosz. Une exposition est consacrée à ce poète. Aujourd'hui l’endroit est utilisé pour des activités culturelles - des conférences et des manifestations y ont lieu. Le centre culturel est entouré d'un parc ancien rempli de sculptures en bois récentes et dues à des artistes internationaux.